# Oude Nederlandse maandnamen

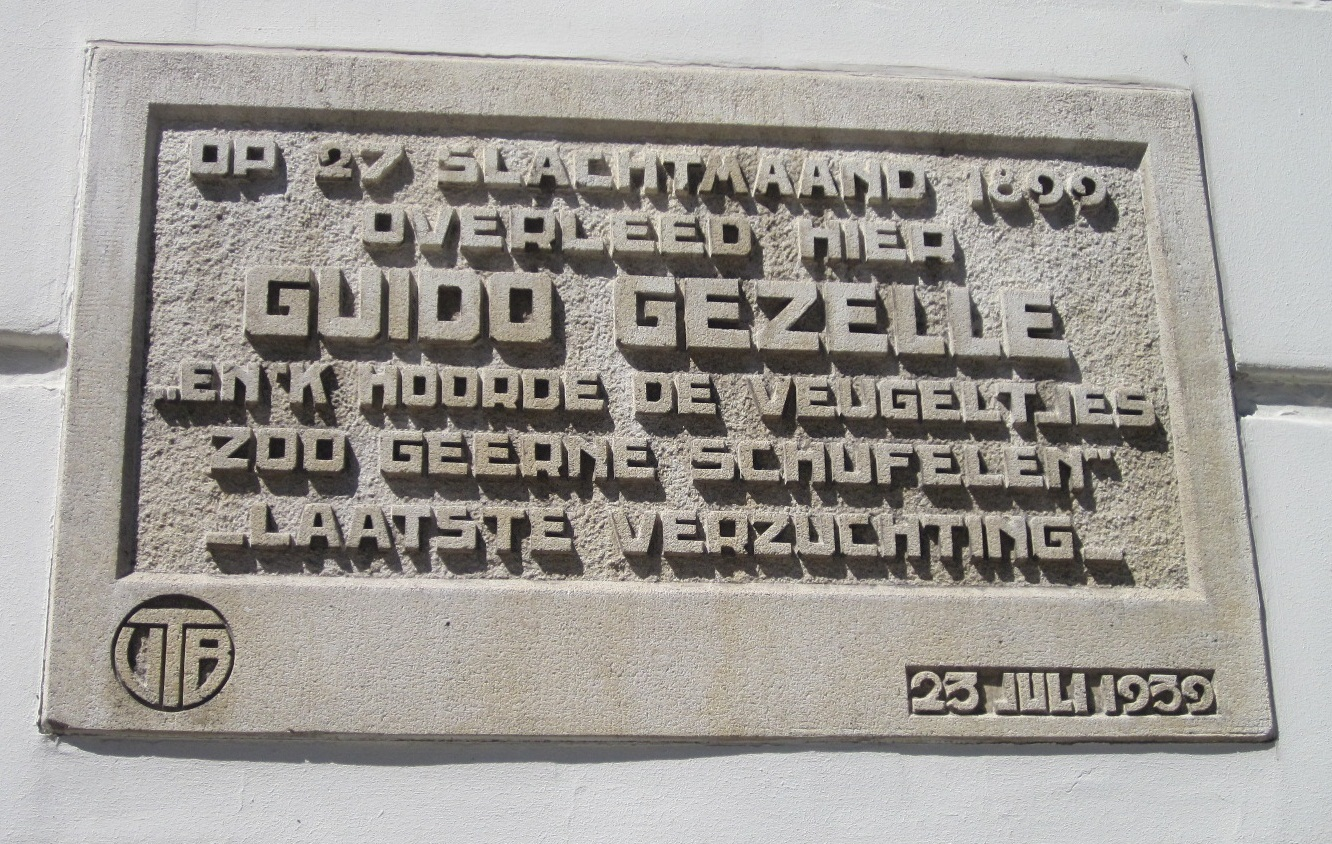
Gedenksteen voor Guido Gezelle aan het poortgebouw van het Engels Klooster, Carmersstraat 85 in Brugge.

De oude Nederlandse maandnamen worden vandaag de dag nog steeds door sommige mensen gebruikt, soms door taalpuristen of gewoon als synoniem voor de gebruikelijke namen van het gregoriaanse kalenderstelsel. Ook in de literatuur en poëzie komt men deze namen weleens tegen. In Vlaanderen heeft Guido Gezelle zich sterk gemaakt voor een lijstje dat nog zuiverder op het Nederlands terugging. Dat is nog tot 1975 gebruikt door het tijdschrift Biekorf.
De NSB heeft getracht deze namen weer voor algemeen gebruik in te voeren: zie NSB-maandnamen.
Hieronder staat een lijstje met oude maandnamen. Bij hedendaags gebruik worden zij met een kleine letter geschreven. De meest algemene maandnamen staan in de tweede kolom. Tijdens het koninkrijk Holland onder Lodewijk Napoleon (1806-1810) was het gebruik van deze oude Nederlandse namen in officiële stukken voorgeschreven. De lijst van Gezelle, die altijd met hoofdletters werd gespeld, vormt de derde kolom. De namen in de vierde en vijfde kolom worden ook weleens gezien, maar zijn niet gebruikelijk. Sommige daarvan zijn afgeleid van de namen in de Franse republikeinse kalender. Merk op dat sneeuwmaand, wintermaand en oogstmaand in twee rijen voorkomen en dus voor verwarring kunnen zorgen. Dat geldt ook wel voor prairal, hier vertaald met weidemaand, wat ook met grasmaand vertaald kan worden.
Het Nederlandse woord oogst is van augustus afgeleid.
Bij de Romeinen was maart de eerste maand van het jaar, wat de namen van september en de volgende maanden verklaart.
In de revolutionaire kalender was vendémiaire de eerste maand. 
| Gebruikelijke naam (uit het Latijn) | Oude Nederlandse naam | Oude Vlaamse naam | Soms gebruikte alternatieve naam | Uit de Franse republikeinse kalender afkomstige naam (bij benadering, de maanden beginnen ongeveer tien dagen eerder) |
| ----------------------------------- | --------------------- | ----------------- | -------------------------------- | --- |
| januari                             | louwmaand             | Nieuwjaarmaand    | wintermaand                      | sneeuwmaand (nivôse)                                                                                                  |
| februari                            | sprokkelmaand         | Schrikkelmaand    | kortemaand                       | regenmaand (pluviôse)                                                                                                 |
| maart                               | lentemaand            | Lentemaand        | kalvermaand                      | windmaand (ventôse)                                                                                                   |
| april                               | grasmaand             | Grasmaand         | paasmaand                        | kiemmaand (germinal)                                                                                                  |
| mei                                 | bloeimaand            | Bloeimaand        | wonnemaand                       | bloeimaand (floréal)                                                                                                  |
| juni                                | zomermaand            | Zomermaand        | braakmaand                       | weidemaand (prairial)                                                                                                 |
| juli                                | hooimaand             | Hooimaand         | vennemaand                       | oogstmaand (messidor)                                                                                                 |
| augustus                            | oogstmaand            | Koornmaand        | arenmaand                        | hittemaand (thermidor)                                                                                                |
| september                           | herfstmaand           | Herfstmaand       | havermaand                       | vruchtmaand (fructidor)                                                                                               |
| oktober                             | wijnmaand             | Zaaimaand         | aarzelmaand                      | wijnmaand (vendémiaire)                                                                                               |
| november                            | slachtmaand           | Slachtmaand       | smeermaand                       | nevelmaand (brumaire)                                                                                                 |
| december                            | wintermaand           | Wintermaand       | sneeuwmaand                      | rijpmaand (frimaire)                                                                                                  |